# Centralförbundet för Fiskerihushållning
Centralförbundet för Fiskerihushållning (på finska Kalatalouden Keskusliitto) är en finländsk fiskeriorganisation.
Centralförbundet för Fiskerihushållning har som medlemmar regionala fiskarförbund och fiskerihushållningscentraler.
Förbundet publicerar två tidskrifter: Fiskeritidskrift för Finland och Suomen Kalastuslehti. Dessutom publicerar förbundet olika handböcker med anknytning till fiskerihushållning.
Riksdagsledamoten Eeva-Maria Maijala valdes hösten 2015 till förbundets ordförande. Vesa Karttunen är sedan 2017 förbundets verksamhetsledare.
Förbundet har sin kontor i Helsingfors.